# Josef Aschbacher
Pour les articles homonymes, voir Aschbacher.
Josef Aschbacher, né le 7 juillet 1962 à Ellmau, est un astronome autrichien et directeur général de l'Agence spatiale européenne depuis le 1er mars 2021.

## Biographie
Josef Aschbacher nait le 7 juillet 1962 à Ellmau en Autriche et grandit dans le pays. Il étudie à l'université d'Innsbruck et obtient une maîtrise puis un doctorat en sciences naturelles. Il commence sa carrière en tant que chercheur scientifique à l'Institut universitaire de météorologie et de géophysique entre 1985 et 1989. Il travaille ensuite à l'Agence spatiale europérenne (ESA) en tant que jeune diplômé et également au Centre commun de recherche de la Commission européenne. Il retourne à l'ESA en 2001 pour travailler en tant que coordinateur du programme Copernicus. En 2006, il est nommé chef du bureau spatial de Copernicus,. Selon la Fédération internationale d'astronautique, il a une carrière internationale accomplie dans le domaine spatial, avec plus de trois décennies d'expérience de travail combinée à l'Agence spatiale européenne, à la Commission européenne, à l'Agence spatiale autrichienne, à l'Institut asiatique de technologie et à l'université d'Innsbruck. 
En 2016, il est nommé directeur des programmes d'observation de la Terre de l'ESA, dirigeant ainsi le domaine d'activité le plus important de l'Agence, avec une responsabilité budgétaire annuelle de 1,5 milliard d'euros et 800 employés et ingénieurs répartis sur quatre sites de l'ESA.
Il est élu directeur général de l'ESA en novembre 2020 et a prend ses fonctions le 1er mars 2021.